# Джузеппе Грецар
Джузеппе Грецар (італ. Giuseppe Grezar; нар. 25 листопада 1918, Трієст, Австро-Угорщина — пом. 4 травня 1949, Суперга, Турин, Італія) — італійський футболіст, що грав на позиції півзахисника. Виступав за національну збірну і «Торіно», провідний італійський клуб того часу.

## Спортивна кар'єра
1938 року ввійшов до складу клубу «Трієстина». У Серії «А» дебютував 17 вересня 1939 року, перемога над «Новарою» з рахунком 2:0. За три сезони провів 83 лігових матчів (15 забитих м'ячів).
З «Торіно» став переможцем Серії «А» і володарем кубка Італії в сезоні 1942/43. Єдиний гравець середини поля, який брав участь у всіх лігових іграх. Забивав м'ячі у ворота «Віченци», «Лігурії» і «Лаціо». У першості тривалий час лідирував «Ліворно», «Торіно» вийшов на першу сходинку лише після 27-го туру. Долю чемпіонського титулу вирішив єдиний гол Валентіно Маццоли в останньому матчі чемпіонату проти «Барі». На шляху до перемоги в кубку Італії були здобуті перемоги над «Аталантою», «Міланом», «Ромою» і у фіналі над «Венецією» з рахунком 4:0 (автори голів: Франко Оссола (2), Валентіно Маццола, П'єтро Ферраріс).
У чемпіонаті «Альфа Італія», який проходив у 1944 році, захищав кольори команди «Ампелеа» з Ізоли.
1945 року повернувся до «Торіно», за який відіграв 4 сезони. Був лідером півзахисту «гранатових» протягом чотирьох сезонів. У першому повоєнному чемпіонаті «гранатові» вели суперечку за трофей, із земляками з «Ювентуса», до останнього туру. В наступних двох перевага «Торіно» була безперечною: 1946/47 — 63 очки проти 53 в «Ювентуса», 1947/48 — 65 проти 49 у «Мілана». Лідирувала команда і сезоні 1948/49, після 34 турів випереджала «Інтернаціонале» на чотири пункти.
У дебютному матчі за національну збірну відзначився забитим м'ячем команді Хорватії. Матч проходив у Генуї 5 квітня 1942 року і завершився перемогою господарів поля з рахунком 4:0 (голи забивали — Гульєльмо Габетто, П'єтро Ферраріс, Амедео Б'яваті і Джузеппе Грецар). Під час Другої світової війни міжнародні матчі майже не проводилися і другий виклик до головної команди країни отримав через три з половиною роки, на виїзді зіграли внічию зі збірною Швейцарії (4:4).
В наступних п'яти матчах були здобуті перемоги над збірними Австрії, Швейцарії, Угорщини, Чехословаччини і Франції. В останньому матчі, який відбувся 16 травня 1948 року в Турині, італійці поступилися збірній Англії з рахунком 0:4 (у суперників відзначилися — Том Фінні (2), Томмі Лоутон і Стен Мортенсен).
Навесні 1949 року керівництво туринського клубу прийняло запрошення від португальського гранда, «Бенфіки», взяти участь у товариській грі на честь однієї з найбільших тодішніх зірок лісабонського клубу, Франсішку Феррейри. Гра відбулася 3 травня 1949 року в Лісабоні й завершилася поразкою італійських гостей з рахунком 3:4. Наступного дня команда «Торіно», працівники клубу і журналісти вилетіли додому рейсом Лісабон—Барселона—Турин.
Поблизу Савони літак почав знижуватися через складні погодні умови. Приблизно о 17:03 — здійснив поворот для заходу на посадку і невдовзі зіткнувся з кам'яною огорожею базиліки Суперга на вершині однойменної гори, що височіє над околицями Турина. Внаслідок авікатастрофи усі чотири члени екіпажу і 27 пасажирів загинули на місці.
На момент загибелі основного складу «Торіно», до завершення сезону в Серії A лишалося чотири тури і команда очолювала чемпіонські перегони. В останніх турах, честь клубу захищали гравці молодіжної команди. Усі суперники в цих матчах («Дженоа», «Палермо», «Сампдорія» і «Фіорентина»), з поваги до загиблих чемпіонів, також виставляли на поле молодіжні склади своїх клубів. Молодіжна команда «Торіно» перемогла у всіх останніх іграх сезону, здобувши таким чином посмертний чемпіонський титул для своїх старших товаришів.
Входить до п'ятірки гравців клубу, які мають у своїх здобутках п'ять чемпіонських титулів 40-х років двадцятого століття (також: Гульєльмо Габетто, Еціо Лоїк, Валентіно Маццола і Франко Оссола).

## Досягнення
- Чемпіон Італії (5):

«Торіно»: 1943, 1946, 1947, 1948, 1949
- Володар Кубка Італії (1):

«Торіно»: 1943

## Статистика
Статистика виступів за національну збірну:
| Дата       | Місто     | Господарі | Результат | Гості          | Турнір           | Голи | Примітки |
| ---------- | --------- | --------- | --------- | -------------- | ---------------- | ---- | -------- |
| 05/04/1942 | Генуя     | Італія    | 4 – 0     | Хорватія       | товариський матч | 1    |          |
| 11/11/1945 | Цюрих     | Швейцарія | 4 – 4     | Італія         | товариський матч | -    |          |
| 01/12/1946 | Мілан     | Італія    | 3 – 2     | Австрія        | товариський матч | -    |          |
| 27/04/1947 | Флоренція | Італія    | 5 – 2     | Швейцарія      | товариський матч | -    |          |
| 11/05/1947 | Турин     | Італія    | 3 – 2     | Угорщина       | товариський матч | -    |          |
| 14/12/1947 | Барі      | Італія    | 3 – 1     | Чехословаччина | товариський матч | -    |          |
| 04/04/1948 | Париж     | Франція   | 1 – 3     | Італія         | товариський матч | -    |          |
| 16/05/1948 | Турин     | Італія    | 0 – 4     | Англія         | товариський матч | -    |          |
| Усього     |           | Матчів    | 8         |                | Голів            | 1    |          |